# Familiensplitting
Das Familiensplitting ist eine Besteuerungsmethode,
- bei der das Einkommen von Eltern und unterhaltsberechtigten Kindern zusammengefasst und gemeinsam versteuert wird,
- die Familien mit Kindern erst ab einer bestimmten Einkommenshöhe steuerlich besser stellt als mit Kindergeld und Kinderfreibeträgen,
- die Besserverdienende wegen der Verringerung der Steuerprogression überproportional entlastet.

„Familie“ in diesem Sinne ist die wirtschaftliche Gemeinschaft aus Elternteil(en) und Kind(ern). Das Familiensplitting beruht auf dem Gedanken, dass die steuerliche „Leistungsfähigkeit“ davon abhängt, wie viele Personen von einem Einkommen leben müssen. Die so verstandene Leistungsfähigkeit ist, bei gleichem Nettoeinkommen, für Eltern deutlich geringer als für Kinderlose: Nach Abzug der Unterhaltslasten für die Kinder verbleibt ein geringeres verfügbares Einkommen.
Mögliche Varianten sind das Pauschalsplitting und das Realsplitting. Unter Erwachsenen werden beide Splittingformen schon heute praktiziert: das Pauschalsplitting in Form des sog. Ehegattensplittings, das Realsplitting im Falle der Scheidung.
Ein Splitting ist von anderen Steuerinstrumenten unabhängig und kann mit ihnen ggf. kombiniert werden: übertragbare oder nicht übertragbare Freibeträge, Individual- oder Zusammenveranlagung der Familienmitglieder. Unterscheidendes Merkmal ist der Kreis der erfassten Steuersubjekte, der gesondert gesetzlich definiert wird.

## Begründung für das Familiensplitting
Das Familiensplitting kann der Umsetzung des Leistungsfähigkeitsprinzips als Konkretisierung der Steuergerechtigkeit, also der Gleichheit vor dem Gesetz, dienen. Nach dem Leistungsfähigkeitsprinzip sollten zwei Personen, die gleich leistungsfähig sind, dieselbe Steuerlast zu tragen haben. Die heutigen Steuerfreibeträge für Kinder wirken wie ein gedeckeltes Familienrealsplitting. Da dieser „Deckel“ in Höhe des Existenzminimums der Kinder liegt, die Unterhaltslast der meisten Eltern aber weit höher liegt, wird dadurch die genannte Benachteiligung zwar abgemildert, aber keineswegs beseitigt, und zwar umso weniger, je höher das Familieneinkommen ist, da mit diesem einerseits die Unterhaltsansprüche, andererseits die Steuersätze wachsen. Ein höherer Steuerfreibetrag würde, ebenso wie ein überhöhter Aufteilungsfaktor beim Pauschalsplitting, für Familien, bei denen die tatsächliche Unterhaltslast unter dem Freibetrag liegt, eine echte Familienförderung darstellen, vergleichbar dem Förderanteil des heutigen Kindergeldes.
In der Praxis besteht heute ein Wahlrecht zwischen Kindergeld und Kinderfreibetrag. Bei kleineren Einkommen ist das Kindergeld höher als die Entlastungswirkung dieses Freibetrages, je nach Splittingmodell sogar höher als die Entlastungswirkung eines fiktiven Familiensplittings. Diese Familien erhalten durch das Kindergeld eine echte Förderung. Mit steigendem Einkommen sinkt dieser Förderanteil und verschwindet schließlich ganz.

## Realsplitting
Beim Realsplitting besteht das Problem, dass in der Praxis meist keine echten Zahlungsströme innerhalb der Familie fließen, sondern ein Mitglied eben für ein anderes „mitkauft“ oder gemeinsame Konten unterhalten werden. Statt an den tatsächlichen Geldflüssen kann man sich aber am Unterhaltsanspruch orientieren, wie er für Kinder etwa in der sog. Düsseldorfer Tabelle durch die Familiengerichte festgesetzt wird. Die Berechnung wird allerdings kompliziert, wenn mehrere Familienmitglieder über Einkommen verfügen (die Kinder etwa aus Kapitalvermögen). Außerdem sind die Regeln für privatrechtliche Unterhaltsansprüche heute auf Scheidungs- und Mangelfälle zugeschnitten und vermögen die Realität von Familien nur sehr unvollkommen abzubilden. Viele Eltern wenden ihren Kindern deutlich mehr zu, als sie nach Unterhaltsrecht „müssten“.

## Pauschalsplitting
Einfacher ist das Pauschalsplitting:
- das Einkommen aller Familienmitglieder (statt nur der Ehegatten) wird zu einem Gesamteinkommen summiert
- das Gesamteinkommen wird rechnerisch auf alle Familienmitglieder (statt nur die Ehegatten) aufgeteilt. Die Aufteilung kann zu gleichen Teilen erfolgen oder Eltern und Kinder mit unterschiedlichen Faktoren berücksichtigen (z. B.: Haupterwerbsträger: 1, Elternteile ohne Erwerb: 1 oder 0,75, Kinder: 1 oder 0,75 oder 0,5 gegebenenfalls altersabhängig). Je feiner man diese Faktoren auszutarieren sucht, desto mehr nähert man sich in der Wirkung einem Realsplitting.

## Gerechtigkeitsdebatte
Während Befürworter das Familiensplitting fordern, um Gerechtigkeit herzustellen, stellen Kritiker dies infrage. Sie argumentieren, dass die Entlastungswirkung umso stärker ausfalle, je höher das Familieneinkommen ist. Wohlhabende Familien würden also überproportional „gefördert“.
Kritiker von Splittingverfahren fordern, Kinder zu fördern und nicht die Form des Zusammenlebens. Ein auf die Ehe (oder eine andere Form des Zusammenlebens) bezogenes Familiensplitting würde vor allem die betreffende Form des Zusammenlebens fördern; insbesondere Alleinerziehendenfamilien würden vergleichsweise weniger davon profitieren. Die Einführung einer Kindergrundsicherung wäre gerechter, da sie jedes Kind gleichermaßen fördern würde, unabhängig vom Ausmaß der elterlichen Erwerbstätigkeit und unabhängig von der Familienform, in der das Kind lebt.
Befürworter des Familiensplittings sehen verschiedene Ebenen unzulässig vermischt: die „vertikale“ Steuergerechtigkeit, also die Frage, wie viel höher die Steuer bei steigendem Einkommen auszufallen hat, sei Sache der Steuerprogression. Um zu vermeiden, dass „arme“ Familien durch ein Splitting nominal weniger entlastet werden als „reiche“, könne die Progressionsformel geändert und der Steuersatz mit steigendem Einkommen stärker angehoben werden. Dies würde in der Praxis sogar unvermeidlich sein, denn zur Gegenfinanzierung der Steuerausfälle müssten bei Einführung eines Familiensplittings die allgemeinen Steuersätze erhöht werden. Damit ginge die Entlastung „wohlhabender“ Familien nicht zu Lasten „ärmerer“ Familien, sondern zu Lasten noch wohlhabenderer Kinderloser, und die (geringere) Entlastung „ärmerer“ Familien ginge zu Lasten „ärmerer“ Kinderloser.

## Auswirkungen eines Familiensplittings
Bei gleichzeitigem Wegfall des Kindergeldes würde ein Familiensplitting Ehepaare mit zwei Kindern (Splittingfaktor: 1,0+1,0+0,5+0,5=3,0) erst ab einem Jahreseinkommen von etwa 100.000 € entlasten (Einkommensteuertarif und Kindergeld 2014), vorher sogar die Belastung erhöhen. Ein Einkommensmillionär würde dagegen um zusätzlich fast 9.500 Euro jährlich entlastet.
Wird jedoch zum Familiensplitting, nach französischem Vorbild, zusätzlich Kindergeld gewährt oder würde nach deutschem Modell alternativ ein Kindergeld zum Familiensplitting gewährt, so bewirkt ein Familiensplitting für jede Familie eine Verbesserung im Vergleich zu Kinderfreibeträgen. Bei einem zu versteuernden Jahreseinkommen von 35.000 Euro beträgt die Gesamtentlastung für zwei Kinder dann rd. 6.650 Euro, bei einem Einkommensmillionär rd. 20.000 Euro.
Würden Kinder mit einem Faktor 0,7 (statt 0,5) bewertet, träte eine Entlastung durch das Familiensplitting erst ab einem zu versteuernden Einkommen von rund 65.000 Euro ein. Ein Faktor 1,0 verringert die Einkommensgrenze auf rund 45.000 Euro.
Die im Verhältnis zum Einkommen weitaus größere Entlastung in jedem Falle würden unverheiratete und alleinerziehende Eltern erfahren.

## Politische Diskussion in Deutschland
Da das Familiensplitting in Deutschland derzeit nicht praktiziert wird, ist der Begriff der Familie für Zwecke des Familiensplittings auch nicht näher definiert. In der politischen Diskussion wird davon ausgegangen, dass es die unterhaltsberechtigten Kinder (und ggf. deren Einkommen) einschließt. Das geltende Recht berücksichtigt Minderungen der Leistungsfähigkeit in erster Linie durch Kinderfreibetrag und Kindergeld. Sie kommen allen Eltern unabhängig vom Familienstand zugute. Ein Familiensplitting müsste also auch uneheliche Kinder einschließen, sofern für deren Eltern keine Verschlechterung eintreten soll.
Das Familiensplitting gewährt auch abhängig Beschäftigten die steuerlichen Möglichkeiten von unternehmerisch Tätigen: Sie können das Einkommen auf alle Familienmitglieder verteilen und damit ihre Steuerzahlungen reduzieren.
- Die Linken wollen das Ehegattensplitting abschaffen und eine individuelle Besteuerung einführen (Wahlprogramm 2013).
- Die Grünen wollen das Ehegattensplitting durch eine Individualbesteuerung mit übertragbarem Grundfreibetrag ersetzen (Wahlprogramm 2013).
- Die SPD will für künftige Ehen ab einem Stichtag anstelle des Ehegattensplittings einen Partnerschaftstarif für Ehegatten einführen, bei dem beide Partner individuell besteuert werden (Wahlprogramm 2013).
- CDU und CSU wollen am bisherigen System des Ehegattensplittings festhalten (Regierungsprogramm 2013–2017).
- Die FDP will ebenso am Ehegattensplitting festhalten, möchte aber eine Erweiterung auf nichteheliche Lebensgemeinschaften und gleichgeschlechtliche Lebenspartnerschaften (seit dem Steuerjahr 2013 gesetzlich der Fall). Außerdem fordert sie eine Angleichung des Kinderfreibetrags an das steuerfreie Existenzminimum der Erwachsenen (Wahlprogramm 2013).
- Die AfD tritt dafür ein, dass das Familieneinkommen steuerlich auf alle Familienmitglieder aufgeteilt und entsprechend versteuert wird. Dieses Steuermodell soll einen weiteren Anreiz zur Familiengründung schaffen. Eine Ersetzung des Ehegattensplitting durch das Familiensplitting ist nicht vorgesehen (Wahlprogramm 2017).
- In einem Appell wenden sich 16 deutsche Verbände gegen das Ehegattensplitting sowie das Familiensplitting. Die Pläne innerhalb der Regierung zu einem Familiensplitting drohen nach Ansicht dieser Verbände Geld zu Gunsten einiger weniger Familien zu verschleudern.[2]

## Familiensplitting in Frankreich
In Frankreich wird das Familiensplitting nicht als Fördermaßnahme angesehen, sondern lediglich als die konsequente Einhaltung der horizontalen Steuergerechtigkeit. Zur Gewährung eines Familiensplittings genügt die Verpflichtung zur Gewährung von Unterhaltsleistungen, eine Ehe ist nicht erforderlich. Für geschiedene Ehegatten kommt in unbegrenzter Höhe das Realsplitting zum Einsatz.
Familiensplitting heißt in Frankreich „Quotient Familial“ (Familienquotient). Es gilt
- für jeden Elternteil der Divisor 1,0
- für das erste, das zweite, das vierte Kind und weitere Kinder der Divisor 0,5
- für das dritte gilt der Divisor 1,0 (damit will Frankreich die Entscheidung zum dritten Kind gezielt erleichtern)
- Alleinerziehende können zusätzlich einen Divisor von 0,5 geltend machen.

Jedoch wird der Einfluss des Splittings begrenzt. So war er 2001 auf 2.017 Euro pro Jahr für das erste und das zweite Kind und auf 4.034 Euro pro Jahr auf das dritte und jedes weitere Kind begrenzt. Für Ehepartner ohne Kinder gilt wie in Deutschland das Ehegattensplitting.
2004 hat die französische Regierung eine Art „Remanenz-Splitting“ eingeführt: Familien, die keine Kinder mehr haben, aber mindestens ein Kind bis zum Alter von 16 aufgezogen haben, dürfen lebenslang zusätzlich einen Divisor von 0,5 geltend machen.

## Familiensplitting in Österreich
Das österreichische Steuerrecht folgt seit dem unter der sozialdemokratischen Bundesregierung Kreisky II beschlossenen Einkommensteuergesetz 1972 dem Prinzip der Individualbesteuerung. Unterhaltspflichten werden aber durch Absetzbeträge (Alleinverdiener- bzw. Alleinerzieherabsetzbetrag, Kinderabsetzbetrag) berücksichtigt.
In der Diskussion über eine für 2010 geplante Steuerreform treten Vertreter der konservativen ÖVP für ein Familiensplitting ein. Von der SPÖ wird ein Familiensplitting abgelehnt, da man darin einen Anreiz vor allem für Frauen sieht, nicht am Erwerbsleben teilzunehmen. Darüber hinaus wird auf bestehende Förderungen für Familien durch Familienbeihilfe und Kinderbetreuungsgeld verwiesen.

## Familiensplitting in anderen EU-Ländern
Ein Familiensplitting gibt es in den meisten anderen Ländern der Europäischen Union nicht, die einzige Ausnahme bildet Portugal